# International Standard Bibliographic Description
La International Standard Bibliographic Description (Descrizione Bibliografica Standard Internazionale) o ISBD è un insieme di regole prodotte dalla International Federation of Library Associations and Institutions (IFLA) per rendere universalmente e facilmente disponibili, in una forma accettabile in ambito internazionale, i dati bibliografici di base relativi a tutti i tipi di risorse pubblicati in ogni paese. 

## Storia
L'edizione consolidata definitiva è stata pubblicata nel 2011, dopo una prima versione preliminare rilasciata nel 2007, armonizzando e uniformando precedenti standard specifici. La promozione, revisione e aggiornamento dell'ISBD vengono gestiti dall'ISBD Review Group.

## Scopo
Lo scopo principale dell'ISBD è fornire criteri uniformi per la condivisione delle informazioni bibliografiche tra le istituzioni bibliografiche nazionali, da una parte, e l'intera comunità bibliotecaria e informativa dall'altra.

## Struttura
L'ISBD stabilisce un formato di registrazione suddiviso in 9 aree, per le quali è fissato il contenuto, l'ordine e la punteggiatura. Questo standard è stato adottato dai codici nazionali di catalogazione e utilizzato dalla gran parte delle bibliografie nazionali. Per l'Italia il codice di riferimento sono le Regole italiane di Catalogazione (REICAT), che fanno riferimento all'edizione consolidata preliminare dell'ISBD del 2007.
Le aree descrittive sono le seguenti:
- Area 0: Area della forma del contenuto e del tipo di supporto;
- Area 1: Area del titolo e della formulazione di responsabilità (autore, curatore, traduttore);
- Area 2: Area dell'edizione (indica quale edizione dell'opera sia presente in biblioteca);
- Area 3: Area specifica del materiale o del tipo di risorsa (ad es., scala e coordinate per materiali cartografici);
- Area 4: Area della pubblicazione, produzione, distribuzione ecc.;
- Area 5: Area della descrizione fisica o collazione (numero di tomi se l'opera è in più volumi, numero di pagine e formato);
- Area 6: Area della formulazione di serie (titolo del periodico oppure della collana editoriale);
- Area 7: Area delle note (area jolly, non formale, destinata a registrare informazioni varie e complementari non inseribili nelle altre aree, compresi eventuali riferimenti a repertori o a fonti specializzate);
- Area 8: Area dell'identificatore della risorsa (ISBN, ISSN ecc.) e delle condizioni di disponibilità.

L'ordine è rigorosamente sequenziale, ma alcune parti possono essere eliminate, mantenendo però intatta la sequenza. Il titolo deve essere sempre posto all'inizio, l'autore o equivalente (curatore, traduttore ecc.) deve seguire necessariamente, e così via. Rispettare la sequenza è necessario per comunicare le informazioni bibliografiche in una maniera chiara, concisa, flessibile e facilmente identificabile anche se non si conosce la lingua utilizzata.
Il codice è stato ideato in maniera compatta perché utilizzato inizialmente per catalogare i libri attraverso cataloghi a schede, anche se oggigiorno le stesse regole risultano comode nell'utilizzo informatico su schermi piccoli.

## Esempio
Da Cimabue a Morandi : saggi di storia della pittura italiana / Roberto Longhi ; saggi di storia della pittura italiana scelti e ordinati da Gianfranco Contini. - 11. ed. - Milano : Mondadori, 2008. - lxxxviii, 1139 p. ; 18 cm. - (I Meridiani / collezione diretta da Giansiro Ferrata). - In custodia
Come si può notare dall'esempio, lo standard utilizza una serie di simboli per distinguere le varie sezioni ". - " (punto spazio trattino spazio);  virgole, punti e virgola ed altri segni ("/", "=", …) vengono utilizzati per identificare i diversi elementi dei quali si compone una sezione.